# Tegnapelőtt
A Tegnapelőtt Bacsó Péter 1982-ban bemutatott színes, magyar történelmi filmdrámája. Az 1947 és 1951 között játszódó alkotás a népi kollégisták lelkesedését, csalódását és egyesek árulását mutatja be. A filmben mozgalmi dalok is elhangzanak, fő motívumként többször visszatér a NÉKOSZ indulója, a Sej, a mi lobogónkat.

## Történet
A paraszti származású Dorka egy apácák által felügyelt nevelőintézetben tanult. Az érettségi előtt kizárták azonban az intézetből, mert marxista könyveket találtak nála. Utána a fiatal lány egyre jobban szimpatizált a munkásmozgalommal, a kommunista eszmékkel. Dolgozott a jugoszláviai nemzetközi ifjúsági vasútépítésnél, népi kollégistaként aktívan tevékenykedett a „kékcédulás” választásokon. Később kénytelen volt részt venni egyik kollégista barátjának kizárásában a közösségből. A Rajk-per idején folyamatos vegzálások után, megfélemlítő és aljas kényszer hatására saját férje ellen is tanúvallomást tett.
1951-ben tanárként nem alkalmazzák, ezért kisgyermekével Sztálinvárosban az acélművekben kapott munkát. Egy kocsmában találkozik korábbi szerelmével, Károllyal, akit annak idején azért zártak ki a népi kollégiumból, mert a kollégisták egy botrányos dorbézolása után szükség volt egy bűnbakra.
Az árulást lehet szeretni, de az árulót soha.

## Szereplők
- Gönczy Dorottya – Igó Éva
- Tokody Ferenc – Dörner György
- Kulin Károly – Nemcsák Károly
- Koncz János – Tóth Tamás
- Sós Lajos – Halmágyi Sándor
- Jácinta nővér, apácafőnöknő – Moór Marianna
- Dorka apja – Őze Lajos
- diák – Fehér Anna
- Muha Berci – Szerednyey Béla
- Énekesnő – Tátrai Mariann
- Nyomozótiszt – Kiss Gábor
- Koncz helyébe lépő elvtárs – Rubold Ödön
- János – Kenderesi Tibor

További szereplők: Fráter Katalin, Károlyi Anna, Kertész Katalin, Molnár Ildikó
Közreműködött: a Fáklya Nemzetiségi Táncegyüttes